# Вријесак
Вријесак или бресина (лат. Satureja montana) је биљка из породице уснатица (Lamiaceae). Врста Satureja montana је некада обухватала и варијетет Satureja montana var. kitaibelii, познат и као ртањски чај, међутим, ртањски чај је данас прихваћен као засебна врста Satureja kitaibelii.

## Опис биљке
Вишегодишња жбунаста биљка висока 10-40 cm чији су доњи делови стабла и грана одрвенели, полуусправни или усправни. Листови су кожасти и сјајни линеарноланцеластог облика, целог обода покривени светлуцавим жлездама. Ћелије епителијанлог ткива листова на поејдиним местима диференциране су у прстасте израштаје, који луче посебни хормон за заштиту од губара. Хормон је у хемијском саставу веома близак са Дезоморфином. Цветови су двоусни сакупљени у пазуху листова, са круничним листићима беле, ружичасте или љубичасте боје. Плод је јајаста и светломрка орашица са жлезданим тачкама.

## Станишта у Републици Србији
Вријесак настањује сушна станишта, превасходно топле кречњачке камењаре. Забележена је у многим ксеротермним биљним заједницама у Србији.

## Лековитост и хемијски састав
Прикупљају се цветни врхови. Ресурси ове биљке у природи су јако умањени па је заштићена Законом.
Није довољно хемијски проучена биљка и састав јако варира у зависности од порекла. Садржи етарско уље (до 2%), танин (до 7%) и др. Употребљава се у виду чаја и праха, који се користи као зачин за масна и тешка јела.
Најзаступљенији састојци етарског уља врсте су кавракол и тимол, који имају примену при лечењу инфекција слузокоже носа и ждрела, као и упале бронхија с обзиром на антисептичко дејство ових састојака. Рузмаринска киселина је важан састојак ове биљке која делује антимикробно, а по неким истраживачима и као цитостатик и при ублажавању напретка Алцхајмерове болести као блокатор ацетил-естеразе. 

## Употреба
Користи се у народу за лечење болести органа за дисање, варење и мокраћног система. Споља се употребљава код упала коже и слузокоже. По неким народним траварима ова биљка има својства општег тоника који јача организам, али то није доказано клиничким испитивањима. Свежи листови се стављају на ране, и на главу деци с епилепсијом. Веома се успешно користи у лечењу бронхитиса, астме, кашља и упале дисајних органа код деце, као и у лечењу старих особа.

## Берба
Биљка се сакупља са цветовима, у периоду од августа до септембра.

## Галерија
- Satureja montana
- Satureja montana
- Satureja montana
- Satureja montana
- Satureja montana
- Satureja montana
- Satureja montana
- Satureja montana
- Satureja montana
- Satureja montana
- Satureja montana
- Satureja montana
- Satureja montana